# Bothriocéphales
Bothriocephalus
Genre
Les bothriocéphales (genre Bothriocephalus) sont des vers parasites.

## Liste d'espèces
Selon WRMS :
- Bothriocephalus alessandrinii Condorelli-Francaviglia, 1898
- Bothriocephalus andresi Porta, 1911
- Bothriocephalus angustatus Rudolphi, 1819
- Bothriocephalus atherinae Chernyshenko, 1949
- Bothriocephalus auriculatus Rudolphi, 1819
- Bothriocephalus barbatus Renaud Gabrion & Pasteur, 1983
- Bothriocephalus bramae Ariola, 1899
- Bothriocephalus centrolophipompili (Wagener, 1854)
- Bothriocephalus clavibothrium Ariola, 1899
- Bothriocephalus claviceps (Goeze, 1782)
- Bothriocephalus coronatus Rudolphi, 1819
- Bothriocephalus funiculus Renaud & Gabrion, 1984
- Bothriocephalus gadellus Blend & Dronen, 2003
- Bothriocephalus gregarius Renaud Gabrion & Pasteur, 1983
- Bothriocephalus kerguelensis Prudhoe, 1969
- Bothriocephalus lophii Rudolphi, 1819
- Bothriocephalus macrophallus Linstow, 1905
- Bothriocephalus microcephalus Rudolphi, 1819
- Bothriocephalus minutus Ariola, 1896
- Bothriocephalus monticelli Ariola, 1899
- Bothriocephalus proboscideus (Batsch, 1786)
- Bothriocephalus punctatus (Rudolphi, 1802)
- Bothriocephalus scorpii (Mueller, 1776)
- Bothriocephalus squali Ariola, 1900
- Bothriocephalus trachypteri Ariola, 1896
- Bothriocephalus trachypteriiris Ariola, 1896
- Bothriocephalus uncinatus Rudolphi, 1819
- Bothriocephalus vallei Stossich, 1899